# Cottonwood River (Dease River)
Der Cottonwood River ist ein linker Nebenfluss des Dease River in der Stikine Region im Norden der kanadischen Provinz British Columbia.

## Flusslauf
Der Cottonwood River entspringt in den nördlichen Stikine Ranges. Er fließt anfangs in überwiegend südlicher Richtung entlang der Ostflanke der Tuya Range, wendet sich im Unterlauf nach Osten und mündet zwischen dem Nordende des Dease Lake und McDame Creek linksseitig in den Dease River. Der British Columbia Highway 37 (Stewart-Cassiar Highway) überquert den Fluss unterhalb der Einmündung des Bass Creek und verläuft anschließend die letzten 10 km vor der Mündung des Cottonwood River in den Dease River südlich des  Flusslaufs. Der Fluss hat eine Länge von etwa 80 km. Er entwässert ein Areal von ungefähr 900 km² und weist einen mittleren Abfluss von 18 m³/s auf.
Der englische Begriff cottonwood bezeichnet mehrere nordamerikanische Pappelarten.